# Epizoanthus fatuus
Epizoanthus fatuus is een Zoanthideasoort uit de familie van de Epizoanthidae. De wetenschappelijke naam van de soort is voor het eerst geldig gepubliceerd in 1928 door Seifert.